# I divisioona 1986
Die I divisioona 1986 war die 49. Spielzeit der zweithöchsten finnischen Fußballliga und die 14. unter dem Namen I divisioona.

## Modus
Die 12 Mannschaften spielten an insgesamt 22 Spieltagen aufgeteilt in einer Hin- und einer Rückrunde jeweils zwei Mal gegeneinander. Der Meister stieg direkt auf, der Zweitplatzierte konnte über die Play-offs ebenfalls aufsteigen. Die letzten drei Vereine stiegen in die II divisioona ab.

## Teilnehmer
| Verein                          | Stadt        |
| ------------------------------- | ------------ |
| Äänekosken Huima                | Äänekoski    |
| Myllykosken Pallo -47           | Anjalankoski |
| FinnPa Helsinki                 | Helsinki     |
| Kontulan Urheilijat             | Helsinki     |
| Pallo-Kerho 37                  | Iisalmi      |
| FF Jaro                         | Jakobstad    |
| Kajaanin Haka                   | Kajaani      |
| Kokkolan Palloveikot            | Kokkola      |
| Kuopion Elo                     | Kuopio       |
| Lahden Reipas                   | Lahti        |
| Lauritsalan Työväen Palloilijat | Lappeenranta |
| Tampereen Pallo-Veikot          | Tampere      |

## Abschlusstabelle
| Pl. | Verein                          | Sp. | S  | U  | N  | Tore    | Diff. | Punkte |
| --- | ------------------------------- | --- | -- | -- | -- | ------- | ----- | ------ |
| 1.  | Lahden Reipas                   | 22  | 13 | 7  | 2  | 040:200 | +20   | 33:11  |
| 2.  | Kontulan Urheilijat (N)         | 22  | 9  | 10 | 3  | 027:200 | +7    | 28:16  |
| 3.  | Tampereen Pallo-Veikot (N)      | 22  | 10 | 8  | 4  | 052:340 | +18   | 28:16  |
| 4.  | Kuopion Elo                     | 22  | 7  | 9  | 6  | 028:360 | −8    | 23:21  |
| 5.  | Kokkolan Palloveikot (A)        | 22  | 5  | 12 | 5  | 022:200 | +2    | 22:22  |
| 6.  | Lauritsalan Työväen Palloilijat | 22  | 8  | 6  | 8  | 034:340 | ±0    | 22:22  |
| 7.  | FinnPa Helsinki                 | 22  | 7  | 6  | 9  | 032:320 | ±0    | 20:24  |
| 8.  | Äänekosken Huima                | 22  | 6  | 8  | 8  | 034:360 | −2    | 20:24  |
| 9.  | Myllykosken Pallo -47           | 22  | 7  | 5  | 10 | 035:370 | −2    | 19:25  |
| 10. | FF Jaro                         | 22  | 5  | 9  | 8  | 023:230 | ±0    | 19:25  |
| 11. | Kajaanin Haka                   | 22  | 7  | 3  | 12 | 032:430 | −11   | 17:27  |
| 12. | Pallo-Kerho 37 (N)              | 22  | 4  | 5  | 13 | 024:480 | −24   | 13:31  |

| (A) | Absteiger aus der Mestaruussarja 1985 |
| (N) | Aufsteiger                            |

### Spiel um Platz 2
Die beiden punktgleichen Teams ermittelten den Teilnehmer für die Play-offs.
|                     | Ergebnis |                        |
| ------------------- | -------- | ---------------------- |
| Kontulan Urheilijat | 5:1      | Tampereen Pallo-Veikot |

### Spiel um Platz 9
Die beiden punktgleichen Teams ermittelten den dritten Absteiger.
|                       | Ergebnis              |         |
| --------------------- | --------------------- | ------- |
| Myllykosken Pallo -47 | 1:1 n. V. (5:4 i. E.) | FF Jaro |

## Play-offs
Der Elfte der Veikkausliiga spielte gegen den Zweiten der I divisioona um einen Startplatz für die Mestaruussarja 1987.
|                  | Gesamt |                     | Hinspiel | Rückspiel |
| ---------------- | ------ | ------------------- | -------- | --------- |
| Kemin Palloseura | 7:5    | Kontulan Urheilijat | 4:3      | 3:2       |